# Де Мелу-и-Алвим, Диогу Антониу
Диогу Антониу Жозе Лейте Перейра де Мелу-и-Алвим (порт. Diogo António José Leite Pereira de Melo e Alvim, 30 мая 1904 — 15 января 1973) — португальский военный деятель и колониальный администратор, генерал-губернатор Португальской Гвинеи (1954—1956).

## Биография
Имел воинское звание контр-адмирала. Командовал военно-морскими соединениями в ходе учений НАТО.
Занимал должности: начальника управления северной группой ВМФ, председателя Верховного военного суда и суда торгового флота, супернитенданта и заместителя главнокомандующего ВМФ Португалии. Являлся профессором Военно-морской академии.
В 1954—1956 гг. — генерал-губернатор Португальской Гвинеи.

## Награды
| Страна     | Дата                             | Награда      | Награда                                     | Литеры |
| ---------- | -------------------------------- | ------------ | ------------------------------------------- | ------ |
| Португалия | 31 августа 1960 —                | Гранд-офицер | Военного ордена Святого Бенедикта Ависского | GOA    |
| Португалия | 26 января 1949 — 31 августа 1960 | Командор     | Военного ордена Святого Бенедикта Ависского | ComA   |
| Португалия | 11 мая 1942 — 26 января 1949     | Офицер       | Военного ордена Святого Бенедикта Ависского | OA     |
| Португалия | 26 января 1939 — 11 мая 1942     | Кавалер      | Военного ордена Святого Бенедикта Ависского | CvA    |